# 水南乡
水南乡是中国福建省南平市浦城县已经撤销的一个乡。

## 历史沿革
浦城县南浦镇、“水南乡”建制撤销，析出莲塘镇部分区域，整合设立南浦街道和河滨街道。